# جورجينا جونز
جورجينا جونز (بالإنجليزية: Georgina Jones)‏ هي لاعب كرة مضرب أمريكية، ولدت في 1 سبتمبر 1882 في نيويورك في الولايات المتحدة، وتوفيت في 3 سبتمبر 1955 في لوس أنجلوس في الولايات المتحدة.

## وصلات خارجية
- جورجينا جونز على موقع الاتحاد الدولي لكرة المضرب (الإنجليزية)
- جورجينا جونز على موقع أوليمبيديا (الإنجليزية)